# Manuel Ferreira de Oliveira
Manuel Ferreira de Oliveira (21 de dezembro de 1948 — 5 de outubro de 2019) foi um empresário português, CEO da Galp, empresa líder do mercado de combustíveis em Portugal, de janeiro de 2007 até março de 2015.
Era Licenciado em Engenharia Electrotécnica pela Faculdade de Engenharia da Universidade do Porto. Em 2014 teve concedido o título de Doutor Honoris causa pela Universidade de Aveiro.
Morreu a 5 de outubro de 2019, aos 70 anos de idade.